# Велика мечеть у Самаррі
Велика мечеть у Самаррі — мечеть у місті Самарра, колишній столиці халіфату Аббасидів, які й збудували цю величезну споруду у 849—852. На той момент це була найбільша споруда ісламського світу.
Почали будувати у 848 та завершили у 852 при аббасидському халіфі Аль-Мутаваккіле. Довгий час була найбільшою у світі, висота її мінарета під назвою аль-Малвія становить 52 метри, а ширина в основі 33 м.
Мечеть складається з 17 рядів, а стіни прикрашені мозаїками із темно-синього скла. Ліпнина та різьблення всередині мечеті виконана в колірних та геометричних конструкціях того часу.
Мечеть Ібн-Тулуна в Каїрі (середина IX століття) будувалася на зразок Великої мечеті в Самаррі.
Комплекс Великої мечеті знаходиться під охороною ЮНЕСКО серед інших старожитностей Самарри, що у сукупності утворюють пам'ятник Всесвітньої спадщини.